# Eva Agarsson
Eva Hellen Margareta Agarsson, ursprungligen Olsson, född 14 augusti 1965, är en svensk handbollstränare och tidigare handbollsspelare (vänsternia).

## Klubbkarriär
Eva började spela handboll i IK Trimer, Lidingö, 1976. 1984 gick hon över till IK Bolton. Elitkarriären började i Tyresö HF 1987 där Eva, då med efternamnet Olsson, vann två SM-guld med klubben 1987-1988 och 1988-1989 1990 blev hon utsedd till Årets Komet inom svensk damhandboll. Hon spelade kvar i klubben till 1991 men bytte sedan klubb till Irsta HF från Västerås. Hon vann skytteligan två gånger. Båda gångerna representerade hon Irsta HF. Första gången 1990–1991 och andra gången åtta år senare 1998–1999. Hon var också den första som gjorde fler än 1 000 mål i högsta damserien.

## Landslagskarriär
Enligt Svensk Handbolls landslagsstatistik spelad Eva Olsson inga ungdomslandskamper för Sverige. Hon gjorde A-landslagsdebut i VM-kvalet 1989 i Danmark så hon tillhörde "murbräckorna" som tog Sverige till sitt första VM-slutspel sedan 1950-talet. Debut mot Ungern den 1 december 1989 i Odder i Danmark. Eva Olsson gjorde 4 mål i premiären som slutade 18-18. Hon spelade sedan åren 1989–1995 124 A-landskamper och gjorde 323 mål i A-landslaget. Hon har deltagit i tre A-VM (1990–1993–1995) och ett EM (1994) och hon är Stor tjej i svensk handboll.

## Uppdrag efter karriären
Efter en tid som styrelseledamot och damansvarig i IVH Västerås, tog hon 2008 hand om tränarrollen för damlaget när den tilltänkte tränaren slutade. Säsongen 2008/2009 slutade med semifinalspel och Eva Agarsson utsågs till årets tränare i Svensk damhandboll. Lyckan blev kortvarig för 2010 slutade hon som tränare för damlaget.
Senare har hon hjälpt till att utveckla nya talanger i ett av VästeråsIrstas ungdomslag. 2012 blev hon invald i Svenska Handbollförbundets förbundsstyrelse.